# Chevêtre (pont)
Pour les articles homonymes, voir Chevêtre.

Positionnement du chevêtre en partie supérieure des piles colonnes.

Le chevêtre d'un pont est la partie supérieure d’une pile, lorsque le tablier repose sur celle-ci par l’intermédiaire de un ou plusieurs appareils d’appui. Sa fonction est d'une part d'assurer la diffusion des efforts dans la pile et d'autre part de permettre la mise en place et le positionnement proprement dit des appareils d'appui.

## Forme
Lorsque le chevêtre est disposé sur un alignement de piles colonnes, il est en général en forme de poutre droite.
Lorsqu’il ne s’appuie que sur une colonne, il constitue avec celle-ci une pile marteau. Les ailes de celle-ci peuvent prendre elles-mêmes plusieurs formes.
Les chevêtres doivent comporter des surfaces planes (platines ou bossages) convenablement ferraillées et aptes à recevoir des dispositifs de vérinage ou des appareils d'appui temporaires. Leur usage normal est de permettre le remplacement des appareils d'appui.

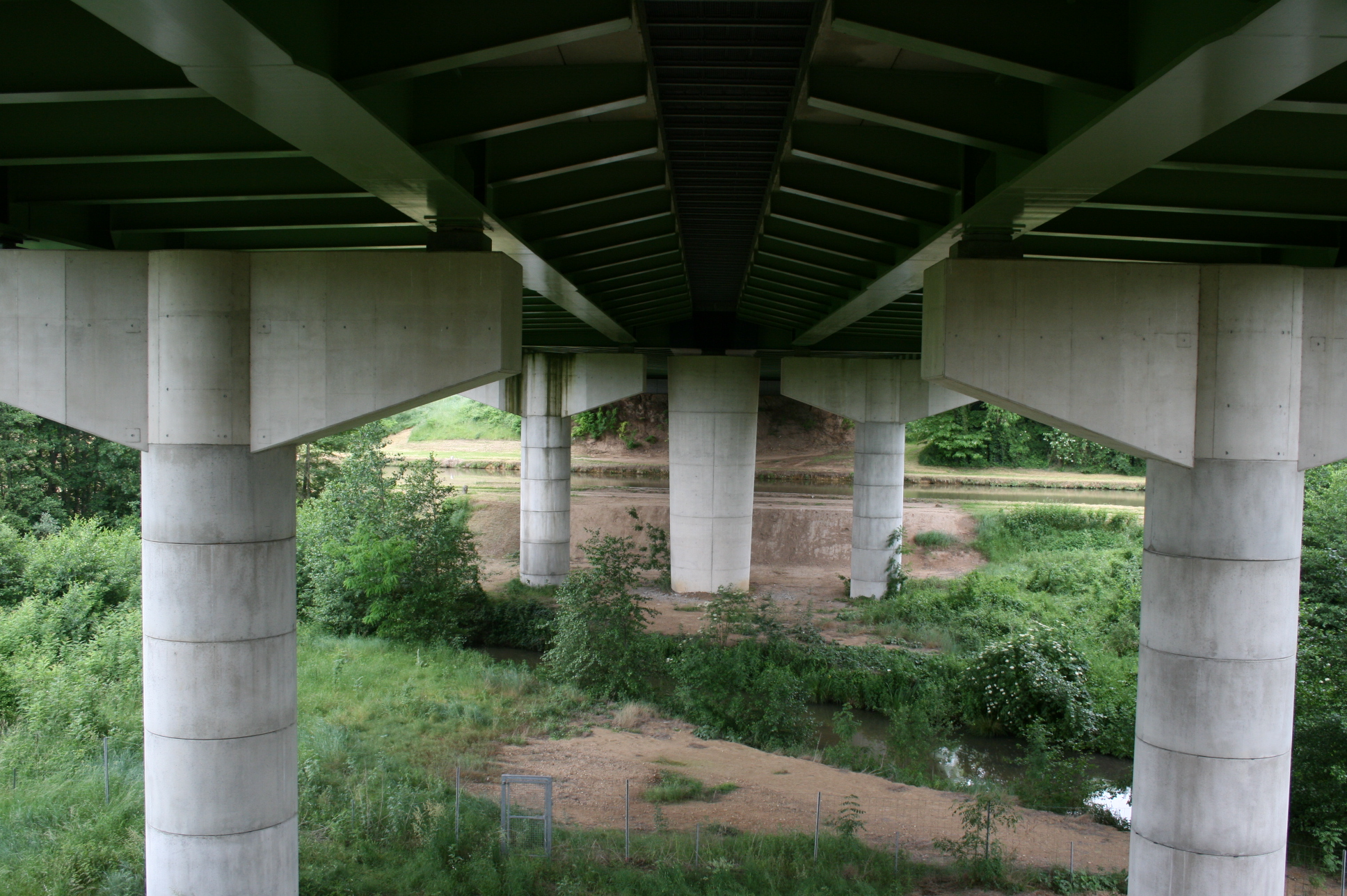
Piles marteaux Viaduc de Pannes Loiret.
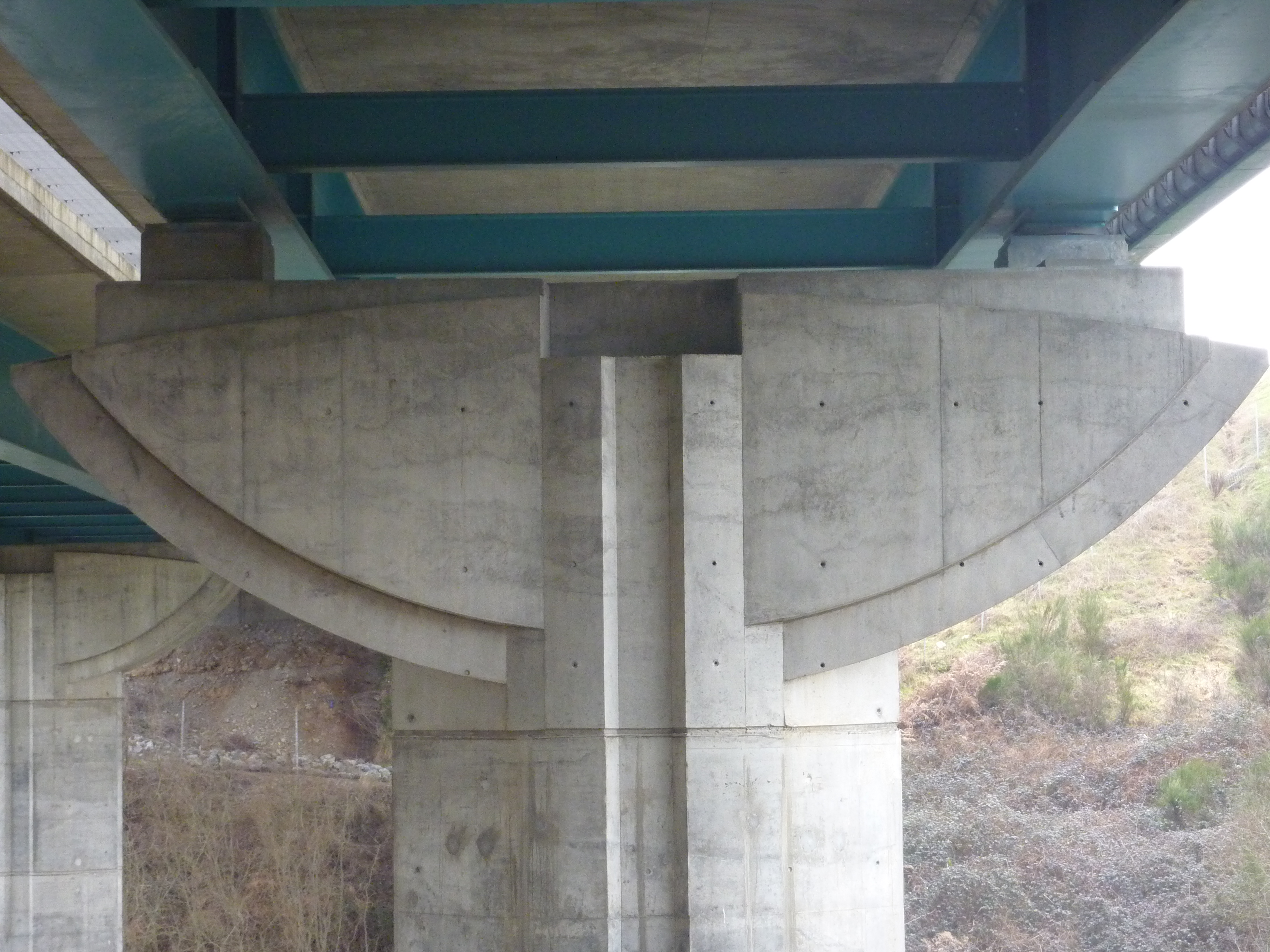
Pile marteau avec chevêtre architecturé - Viaduc de l'Hyrôme Maine-et-Loire.
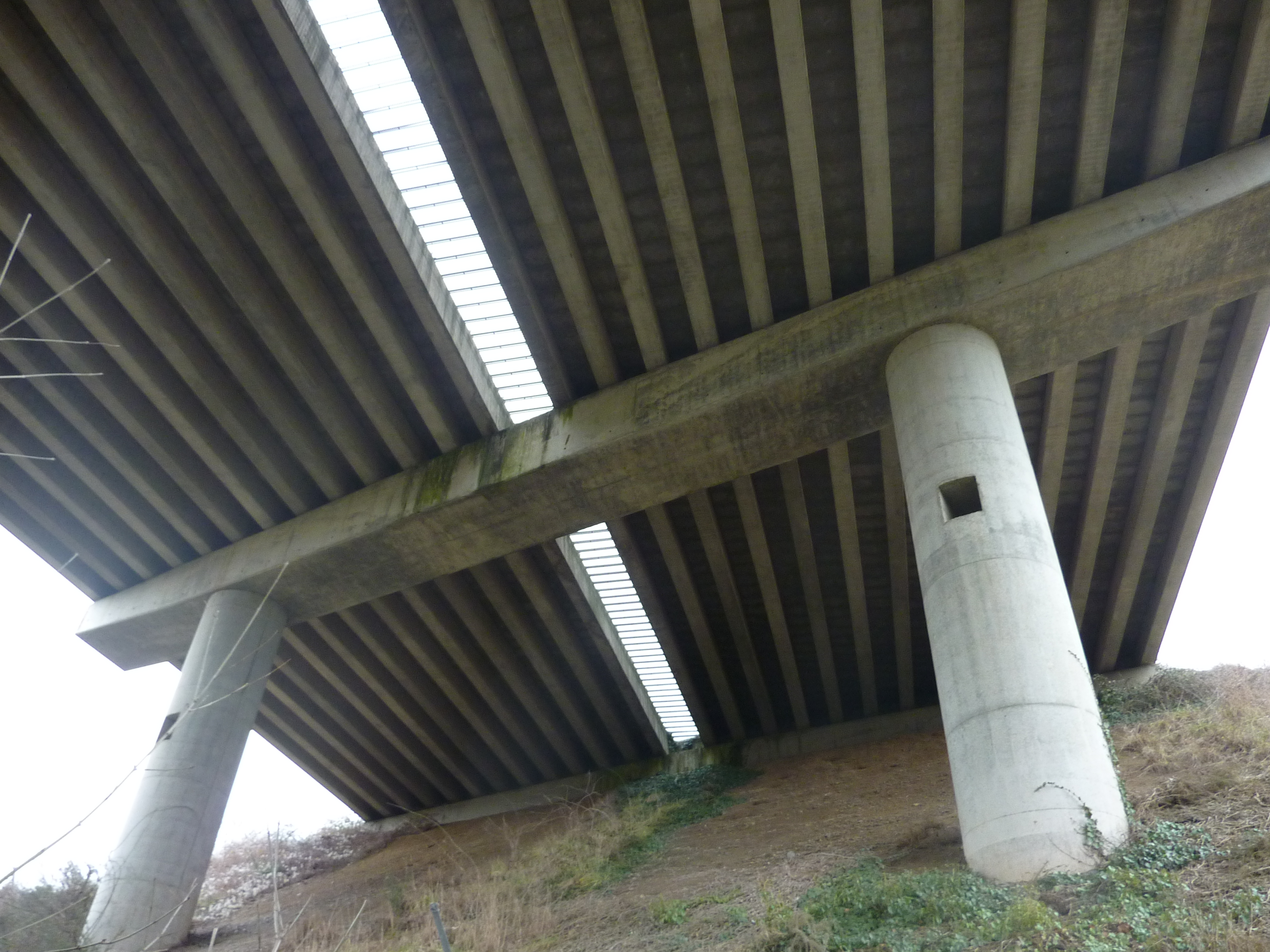
Chevêtre en poutre droite sur couple de colonnes, supportant un tablier à poutres précontraintes - Viaduc sur la Romme Maine-et-Loire.

### Ferraillage

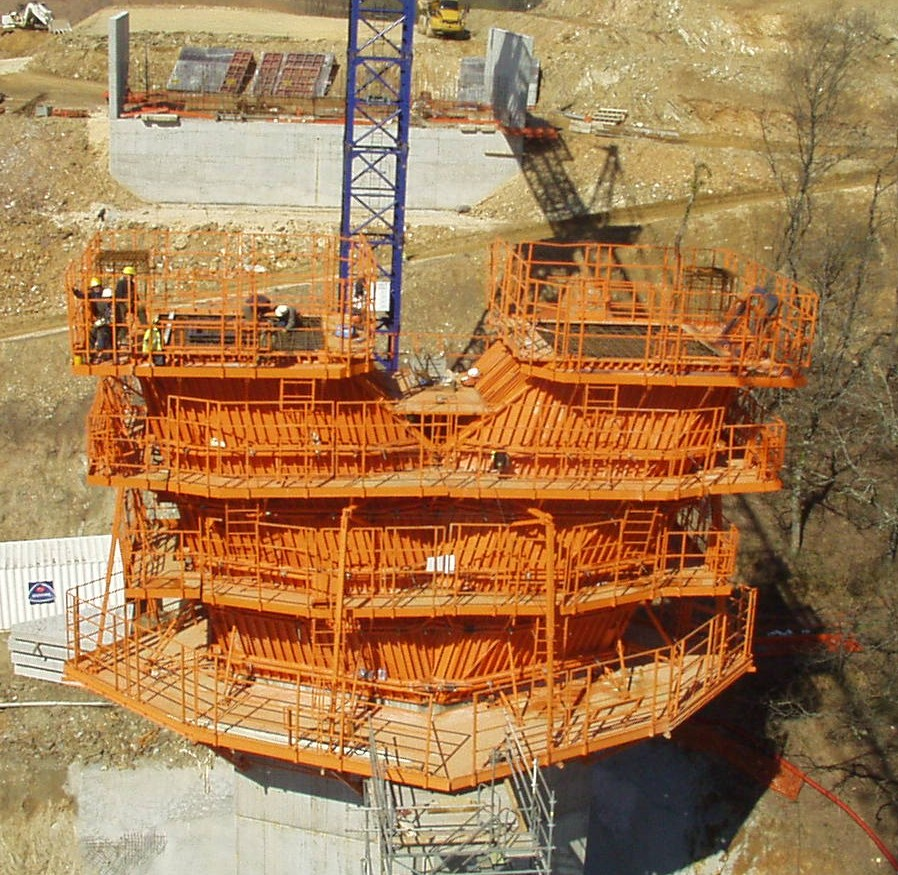
Certains chevêtres nécessitent des coffrages complexes - viaduc de l'Elle.

Les nappes d'armatures sollicitées en traction sur la face tendue doivent comporter au moins un pourcentage minimum de 0,28 % pour une nuance d'acier FeE 500 et de 0,35 % pour une nuance d'acier FeE 400.
Pour les chevêtres non fléchis disposés sur voile, aucune disposition de ferraillage minimum. autre que les prescriptions de la norme NF EN 1992-1-1/NA Eurocode 2 - calcul des structures en béton - n'est requise en zone sismique.

### Prise en compte du risque parasismique
Les chevêtres doivent être dimensionnés pour permettre la mise en place de différents dispositifs spécifiques lorsque l’ouvrage est construit en zone sismique, comme des butées parasismiques ou des amortisseurs.
Leurs dimensions doivent également tenir compte du repos d'appui minimal garantissant le non-échappement du tablier sous déplacement sismique maximal. En règle générale, il faudra toujours prévoir une surface suffisante d'appui du tablier sur les piles et les culées afin d'éviter que le tablier ne s'échappe de sa surface d'appui. Des butées parasismiques peuvent également jouer ce rôle.

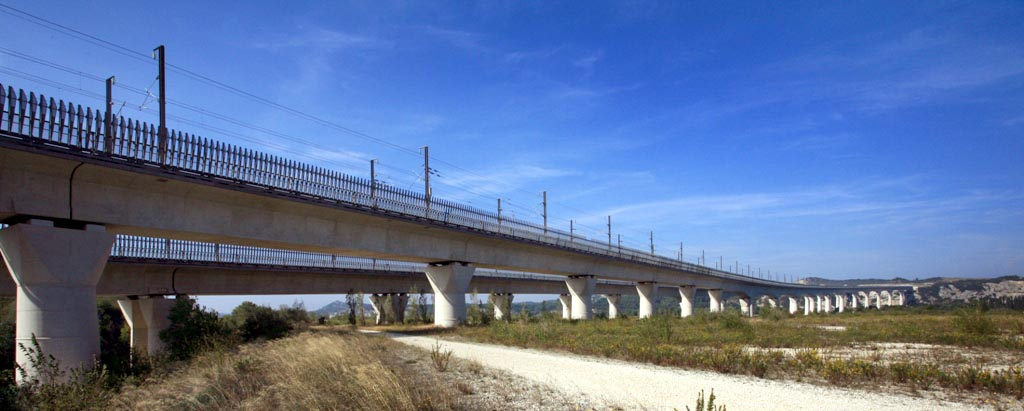
Double Viaduc TGV d'Avignon – piles marteaux dont les fléaux sont disposés dans l’axe de la poutre caisson de l’ouvrage.